# Augustinus van Hippo
Augustinus van Hippo (Latijn: Aurelius Augustinus Hipponensis), ook wel Sint-Augustinus genoemd, (Thagaste, 13 november 354 – Hippo, 28 augustus 430) was bisschop van Hippo, theoloog, filosoof en kerkvader. Hij wordt beschouwd als de belangrijkste kerkvader van het Westen. Tot zijn bekendste werken behoren de Confessiones en De civitate Dei.

## Leven

### Jeugd
Augustinus werd geboren en stierf in de toenmalige gekerstende West-Romeinse provincie Africa, tegenwoordig noordoost Algerije en Noord-Tunesië in de Aures-gebergten genoemd. Hij werd geboren in het provinciestadje Thagaste (het tegenwoordige Souk-Ahras) als zoon van de Romeinse raadsheer Patricius en de Numidische Monica, een vrome christelijke vrouw. Hij identificeerde zich voornamelijk als een Numidiër die Latijn sprak. Ook identificeerde hij zich met de oude Amazigh, Berbers. 
Zijn ouders hadden het financieel niet breed maar trachtten desondanks hem de beste opvoeding van die tijd te geven. Augustinus genoot lager en voorbereidend hoger onderwijs in Thagaste en in Madaura. Na de vroege dood van zijn vader liet moeder Monica (financieel gesteund door anderen) hem studeren. Hij ontving onderricht in de retorica te Madaura en Carthago. Tot verdriet van zijn moeder Monica leidde Augustinus tijdens zijn jonge jaren aanvankelijk een in christelijke ogen losbandig leven. Later schreef Augustinus in zijn Confessiones dat hij als student terecht kwam in „een warboel van schandelijke liefdes”. Hij bedoelde hiermee volgens professor Hans van Oort homoseksuele liefdes. Met 17 jaar begon Augustinus een relatie met een jong meisje. Ze kregen in 372 een zoon, Adeodatus ("gegeven door God"). Augustinus vermeldde dit in zijn Confessiones (9, 6,14). Ze zouden 13 jaar samenleven.

### Vroege carrière
Na zijn studie doceerde Augustinus in 375, op 21-jarige leeftijd, retorica in zijn geboorteplaats Thagaste. Het jaar daarop vestigde hij zich in Carthago als leraar in de retorica, hetgeen hij later ook te Rome was. Vermoedelijk verhuisde hij in 383 naar Rome. Na kennismaking met het werk van de Romeinse filosoof Cicero besloot hij filosofie te studeren, op zoek naar de waarheid, met name over een zuiver Godsbegrip in relatie tot de oorsprong van het kwaad. Aanvankelijk meende hij deze waarheid te vinden in het manicheïsme. Deze syncretistische stroming (na zijn bekering door Augustinus heftig als ketters bestreden) ging uit van de rationele dualistische gedachte dat er naast God als het hoogste Goed een afzonderlijke entiteit Kwaad bestaat. Zodoende kon God de Schepper niet als oorsprong van het Kwaad en de zonde worden beschouwd (het probleem van de theodicee). Goed en Kwaad strijden als gelijkwaardige partijen tegen elkaar.
Vanaf 376 was Augustinus gedurende tien jaar lid van de gemeenschap van de manicheeërs. Onder invloed van de Griekse filosofie keerde hij zich af van het manicheïsme. In het neoplatonisme, met name bij Plotinus, vond hij een beter antwoord op de vraag waar het kwaad vandaan komt. Het kwaad was, zo zag Augustinus het toen, een beroving van het goede; geen opzichzelfstaande entiteit, maar de verkeerdheid van de menselijke wil die zich van God heeft afgewend. Zijn bekering tot het christendom geschiedde niet op basis van rationele inzichten, maar door een persoonlijke crisis.
Tijdens zijn jaren in Carthago won Augustinus een poëzieprijs en kwam hij veel aan huis bij Vindicius, de proconsul van Carthago. Deze overtuigde Augustinus van de onjuistheid van diens geliefde astrologie, door hem erop te wijzen dat enkele uitgekomen voorspellingen op toeval berustten. Het contact met Vindicius en zijn kring bracht Augustinus op het idee naar Rome te gaan voor zijn carrière en zo te ontsnappen aan zijn bandeloze leerlingen.

### Bekering
In 384 werd Augustinus tot staatsretor aan het keizerlijk hof in Milaan benoemd, op voorspraak van de heidense senator Quintus Aurelius Symmachus, stadsprefect van Rome. Hij werd leraar van de zonen van deze senator. In Milaan raakte Augustinus geboeid door een preek van Ambrosius, de bisschop van Milaan. Ambrosius nam de intellectuele bezwaren van Augustinus tegen de Bijbel weg door te stellen dat deze niet letterlijk gelezen moest worden, maar allegorisch. Augustinus werd pas later door het christelijk geloof in het hart geraakt. In de zomer van 386 legde hij, door een longaandoening verzwakt, het ambt van staatsretor neer en trok zich met een aantal vrienden op het landgoed Cassiciacum terug. Daar schreef hij enkele filosofische werken (o.a. Contra academicos, De ordine; De beata vita), waarin hij de menselijke rede en een goede levensordening als weg naar God verklaart. In dat jaar bekeerde hij zich tot het christendom. Hij beschreef zijn bekering in zijn autobiografische Confessiones (Belijdenissen). In 387 werd hij met Pasen door Ambrosius gedoopt. Hij keerde daarop met enige vrienden naar Africa terug om er in zijn geboorteplaats Thagaste een gemeenschap van lekenmonniken te stichten. Tijdens die reis overleed zijn moeder Monica in Ostia.

### Bisschop
Na zich in Thagaste een paar jaar in stilte met Bijbelstudie te hebben beziggehouden werd Augustinus in 391, tijdens een bezoek aan de havenstad Hippo, aldaar tegen zijn zin in 391 tot priester gewijd. In 395 werd hij gekozen tot medebisschop (met het recht van opvolging van de bisschop van Hippo Regius). Van 396 tot zijn dood in 430 was hij bisschop van de Kerk van Hippo Regius. Ook in die functie bleef hij een sober kloosterleven leiden in zijn bisschoppelijke woning.
Als bisschop stichtte hij een leefgemeenschap voor clerici. Voor deze geestelijken schreef hij Praeceptum. Deze Regel van Augustinus vormt nog altijd de basis voor kloosterordes van de mannelijke en vrouwelijke tak van de Reguliere kanunniken, de Augustijnen, de Norbertijnen, de Dominicanen en verschillende congregaties van Kruisheren die in de loop der geschiedenis ontstonden. 
Als priester en bisschop werd Augustinus een gerenommeerd prediker. Er zijn bijna zeshonderd preken van hem overgeleverd, naar schatting 10% van het totale aantal preken dat hij heeft gehouden. Een deel van zijn predikend leven besteedde hij aan de bestrijding van de aanhangers van met name de andersdenkende (ketterse) stromingen van het manicheïsme, het donatisme en het pelagianisme. Vooral was hij pastoraal bewogen en bezorgd om het welzijn van de mensen die aan zijn zorg als bisschop waren toevertrouwd. Uit deze tijd resten zijn uitspraken "Met u ben ik christen, voor u ben ik bisschop" (in een preek over het bisschopsambt) en "Heb de zondaar lief, maar haat de zonde."

### Dood
Augustinus stierf in 430 in Hippo Regius (het tegenwoordige Annaba), waar hij van 396 tot zijn dood bisschop was, tijdens het beleg van en vlak voor de inname van Hippo door de Vandalen. Volgens de overlevering moedigde hij de bewoners van Hippo aan om zich te verzetten tegen de Vandalen, vooral omdat de Vandalen een ariaanse variant van het christendom aanhingen, die Augustinus als ketters beschouwde. Na zijn dood werd zijn lichaam uit vrees voor de Vandalen overgebracht naar Sardinië en later naar Pavia. Daar werd zijn lichaam bijgezet in de basiliek San Pietro in Ciel d'Oro. Augustinus wordt als heilige vereerd. Op de liturgische kalender van de Rooms-Katholieke Kerk staat de gedachtenis van Augustinus op 28 augustus, de datum waarop hij overleed. De Byzantijns-Orthodoxe Kerken gedenken hem op 15 juni. Hij is de beschermheilige van onder andere brouwers, drukkers, theologen en een aantal steden en bisdommen.

## Geschriften
Augustinus was een uitermate productief schrijver. Zijn beroemdste geschriften zijn Confessiones ('Belijdenissen'), De Civitate Dei ('De Stad Gods') en De Trinitate ('Over de Drie-eenheid'). Op zijn naam staan verder preken, traktaten, verhandelingen, brieven, Bijbelcommentaren, dogmatische, filosofische en theologische teksten, een autobiografisch werk en een gedicht. Zijn werk Confessiones wordt gezien als een vroege vorm van autobiografie: hij schrijft over de periode van zijn verwekking tot zijn toenmalige leeftijd (ongeveer 50) en over de ontwikkeling van zijn relatie tot God. In het achtste boek beschrijft hij het spectaculaire bekeringsproces dat hij had ondergaan en dat in 386 in Milaan zijn voltooiing bereikte. Hét bekeringsmoment staat bekend als de "tolle, lege"-scène, waarin Augustinus deze woorden, met de betekenis 'neem en lees' door een kinderstem hoorde zingen. Ze gelden als een oproep om de Heilige Schrift ter hand te nemen. Kort hierop zou hij afstand doen van zijn maatschappelijke functie en zich door Ambrosius laten dopen. Hij eindigt de Confessiones met een uitgebreide beschouwing van het Bijbelboek Genesis, waarin hij uitlegt hoe de tekst geïnterpreteerd kan worden. Zijn psychologisch bewustzijn en zelfanalyse maken ook in onze tijd nog indruk op lezers.
In De civitate Dei verdedigt hij tegenover geletterde heidenen het christendom als de ware godsdienst en geeft hij zijn ideeën over de sociale en maatschappelijke orde weer.
Aan het eind van zijn leven (vermoedelijk in de periode van 426 tot 428) las Augustinus al zijn werk in chronologische volgorde nog eens door. In zijn boek Retractationes ("Nalezingen") gaf hij aan wat hij liever anders gezegd zou hebben. Dit boek geeft de lezer niet alleen een beeld van de ontwikkeling van Augustinus' visie, maar ook van zijn ruimhartigheid en zijn warsheid van verstarring.
Hij schreef ook een verhandeling Over muziek, bestaande uit zes boeken.

## Augustinus en de joden
Augustinus ontwikkelde een uiterst genuanceerd beeld van de joden. De joden beschikken over de verzameling van religieuze boeken die men later in christelijke kringen het Oude Testament is gaan noemen; de christenen hebben daarnaast de boeken van het Nieuwe Testament. In Augustinus' ogen was het Nieuwe Testament de vervulling van het Oude Testament, dat als de belofte kan worden gezien. Jezus Christus is de nieuwe Adam, Maria de nieuwe Eva. Volgens die visie zijn de joden de noodzakelijke wegbereiders van het christendom. Augustinus gaat dan ook vol respect met hen om. Samen met de heidenen vormen ze het fundament van het christendom, dat voortkomt uit joden en heidenen die zijn als twee muren die uit twee verschillende richtingen bij elkaar komen in één hoeksteen, Christus.
In verschillende geschriften laat Augustinus zich over de joden uit. Meestal presenteert hij hen als (al te) getrouwe navolgers van de wet: ze nemen alles naar de letter, hoewel naar de Geest, de invalshoek van de christenen, volgens Augustinus beter zou zijn. 
"De letter doodt, maar de Geest maakt levend", zegt de apostel Paulus. Degenen die naar de letter leven en de (heilige) Geest geen kans geven, houden het oude (de oude mens) in stand en maken geen ruimte voor het nieuwe (de nieuwe mens).
Hij ontwikkelt de "getuigenisdoctrine": door hun aanwezigheid zijn de Joden levende getuigen van de waarheid van het Oude Testament. Vervolging van de Joden wijst hij daarom af, maar tegelijk verwijt hij hen dat ze het bij de vernieuwing van het Verbond van God met het volk Israël hebben laten afweten. Ze hebben zichzelf naar de zijlijn van het Heilsplan geplaatst, maar dienen daar God als getuigen van het Oude Verbond.

## Invloed als theoloog en denker
Augustinus blijft een centrale figuur, zowel binnen het christendom als binnen de geschiedenis van het westerse denken. Zelf was hij beïnvloed door verschillende filosofische stromingen: Plato en het neoplatonisme, het manicheïsme, het academische scepticisme en de Stoa. Later in zijn leven, na zijn doop, keerde hij zich fel tegen de meeste van deze stromingen. De kracht van Augustinus lag in het feit dat hij nauwelijks werd beïnvloed door de Griekse christelijke denkers en zodoende zelf op creatieve wijze naar oplossingen zocht. In verschillende opzichten was hij een autodidact.
Van groot belang is zijn vroege en invloedrijke schrijven over de menselijke wil, een centraal onderwerp in de ethiek. Filosofen uit de 18e en 19e eeuw als Immanuel Kant, Arthur Schopenhauer en Friedrich Nietzsche zouden dit thema nader uitwerken.
Verschillende theologen, zoals Thomas van Aquino, Johannes Calvijn en Cornelius Jansenius, zijn sterk beïnvloed door het werk van Augustinus. De 16e-eeuwse Reformatie, in gang gezet door Maarten Luther, zelf augustijn, Johannes Calvijn en Huldrych Zwingli, is gevormd op grond van Augustinus' denken. In hun leer over zonde en genade grepen deze reformatoren weer geheel terug op Augustinus.
Augustinus hanteerde als eerste na Antonius van Egypte (251-356) de metafoor van het boek van de natuur. Hij ziet de natuur als een boek dat – naast de Bijbel – gelezen kan worden als een bron van Godskennis. In een commentaar op Psalm 45 schreef hij: "Laat de heilige schrift voor jou een boek zijn, opdat je deze dingen hoort. Laat de wereld voor jou een boek zijn, opdat je deze dingen ziet. In die boeken kunnen alleen zij de dingen lezen die de letters kennen; in het boek van de wereld kan ook de ongeletterde lezen." De nadruk op het belang voor ongeletterden om op deze wijze tot Godskennis te komen was tot in de zeventiende eeuw een belangrijk theologisch uitgangspunt.
Een van Augustinus' brieven en enkele andere geschriften zijn in het christelijke kloosterwezen gebruikt als kloosterregel, vooral door verschillende takken van de augustijnen. Soms werd de brief als de regel beschouwd, bij andere orden een van de andere geschriften. Midden dertiende eeuw werd de Regel van Augustinus verplicht gesteld als regel voor nieuwe kloosterorden. Deze orden werkten hun specifieke verdere regels uit in constituties, zoals ook de benedictijnen dit al eeuwenlang deden ter aanvulling op de regel van Benedictus.
Een ander augustijns standpunt dat zeer lang heeft doorgewerkt, was zijn overtuiging dat dwang en geweld geoorloofd waren om ketters en schismatici op het rechte pad te brengen. De goddelozen vervolgden christenen uit wreedheid, maar de Kerk vervolgde goddelozen uit liefde. Achteraf zouden ze dankbaar zijn dat ze het "ware geloof" hadden gevonden, al was het door angst en pijn. Hij stoelde deze visie op Lucas 14:15-24 (compelle entrare in de Vulgaat). Onder geoorloofde dwang verstond Augustinus boetes, opsluiting, verbanning en geseling, maar niet marteling en terechtstelling. Deze laatste beperking zou niet altijd in acht worden genomen door de aanhangers van de "augustijnse" intolerantie in de 16e en 17e eeuw.

## Citaten
- Gij hebt ons voor U geschapen, en rusteloos is ons hart tot het rust vindt in U. ("Fecisti nos ad te et inquietum est cor nostrum donec requiescat in te", Belijdenissen, 1, I,1)
- Goed zingen is dubbel bidden wordt aan Augustinus toegeschreven. Hij doelde daarbij niet zozeer op zuiver zingen en maat houden, als wel op zuiver van hart zingen. Volgens sommige Augustinuskenners wordt dit citaat echter nergens in zijn werken gevonden.[9] Het past wel binnen zijn visie op het gebed, zoals die bijvoorbeeld in zijn kloosterregel voorkomt.
- Zonder gerechtigheid, wat zijn naties anders dan grote roversbenden? ("Remota iustitia quid sunt regna nisi magna latrocinia"), uit De Civitate Dei, IV, 4.
- Voor God is niets veraf of langdurig. Wil je, dat voor jou niets veraf of langdurig is, voeg je dan bij God, want daar zijn duizend jaar als de dag van heden.

## Galerij

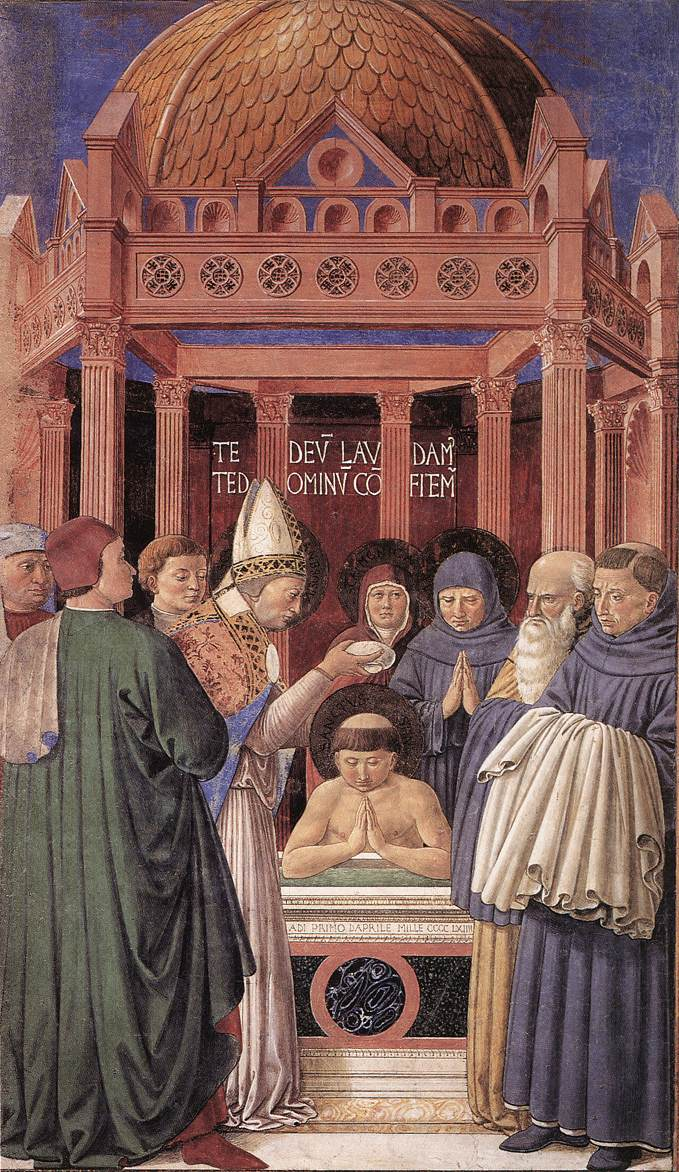
Ambrosius doopt Augustinus (1464/1465), fresco van Benozzo Gozzoli, Sant'Agostino-kerk in San Gimignano
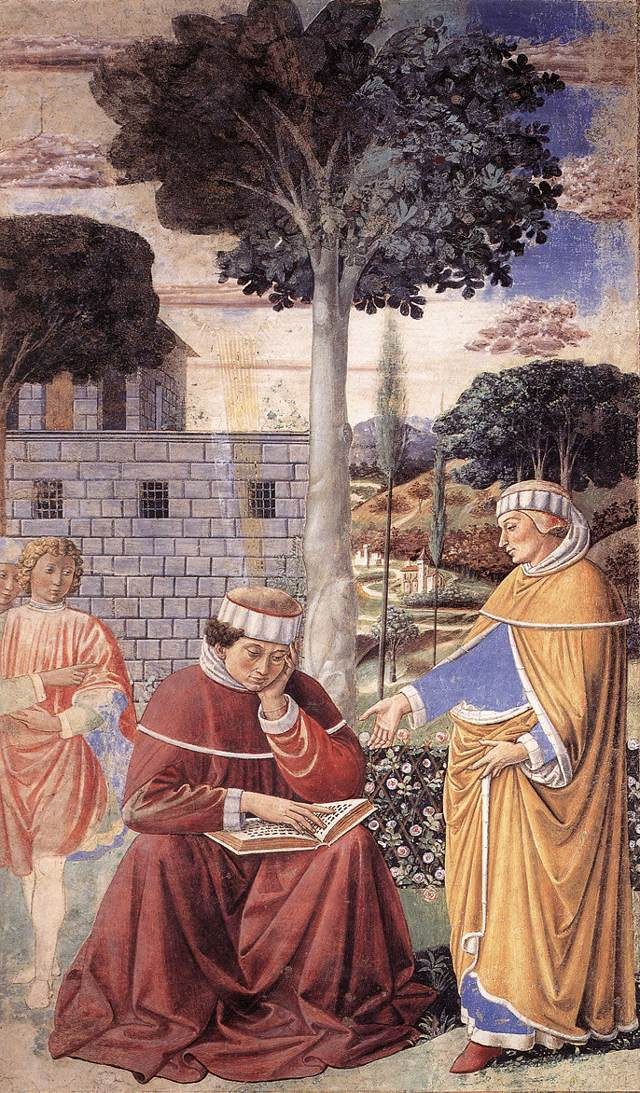
Augustinus leest de epistel van Paulus (1464/1465), fresco van Benozzo Gozzoli, Sant'Agostino-kerk in San Gimignano
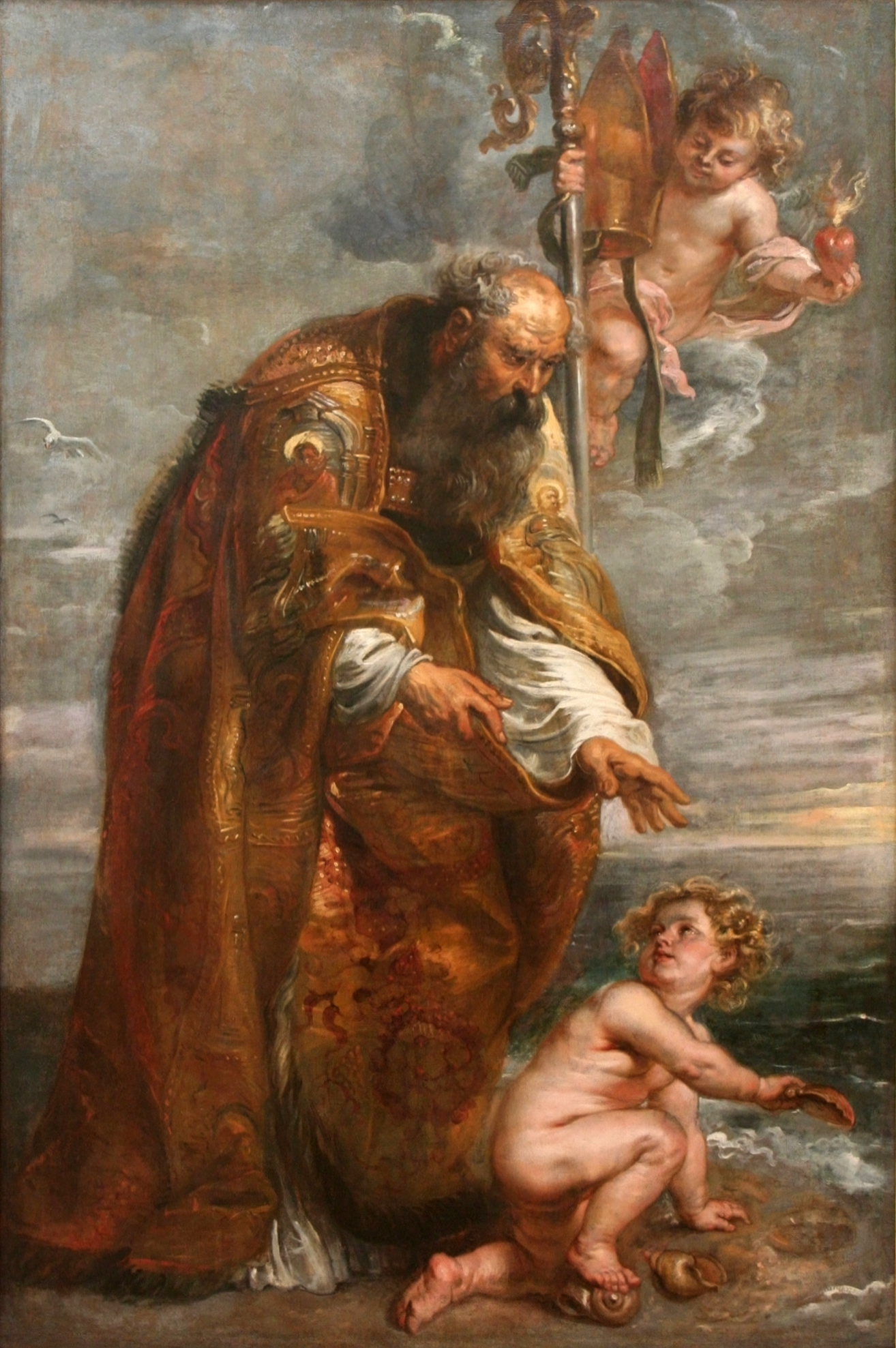
Augustinus (ca. 1637), Peter Paul Rubens, Nationale Galerie Praag
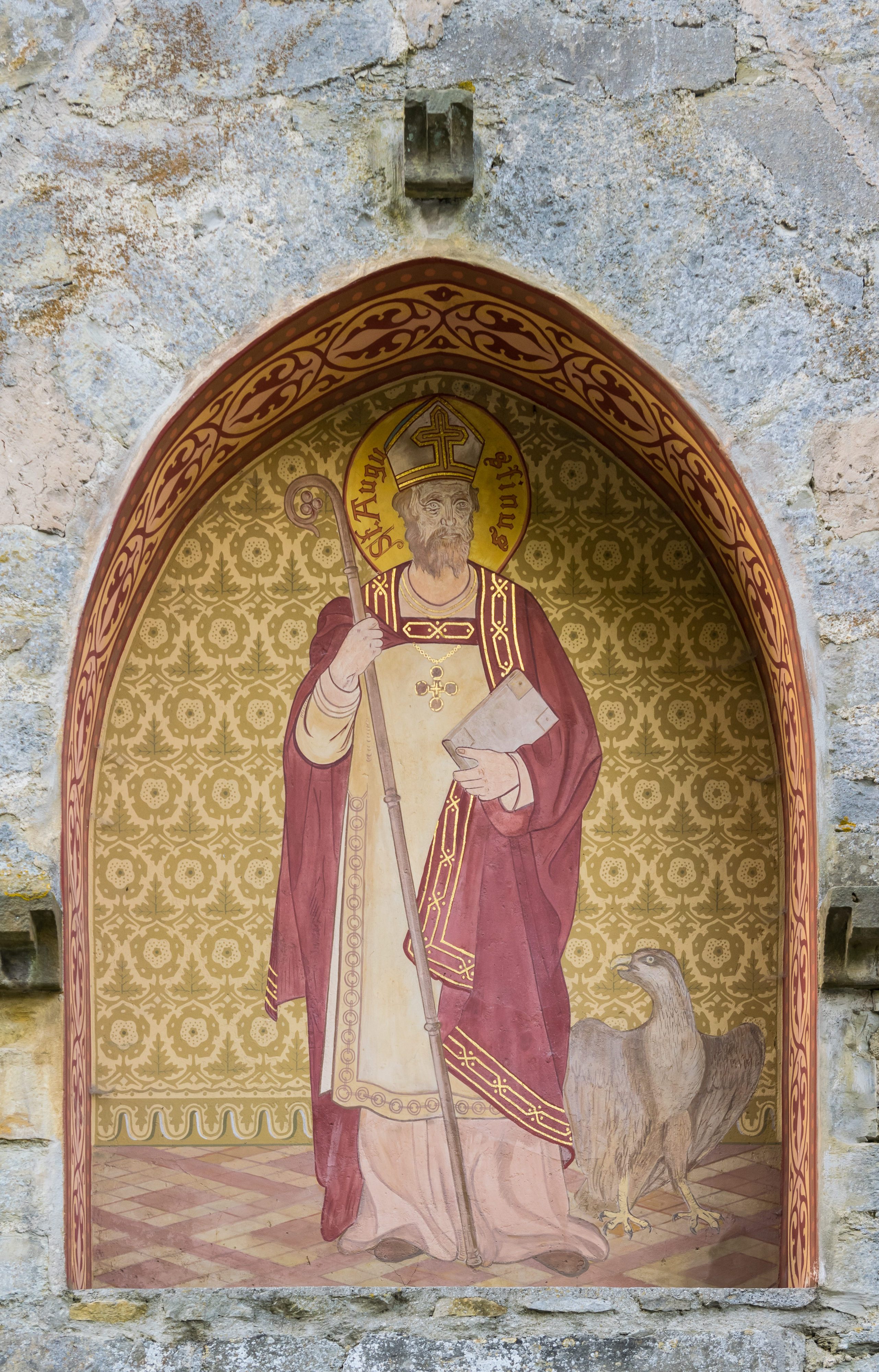
Augustinus Ruïne kloosterkerk Gut Böddeken, Büren (Westfalen)
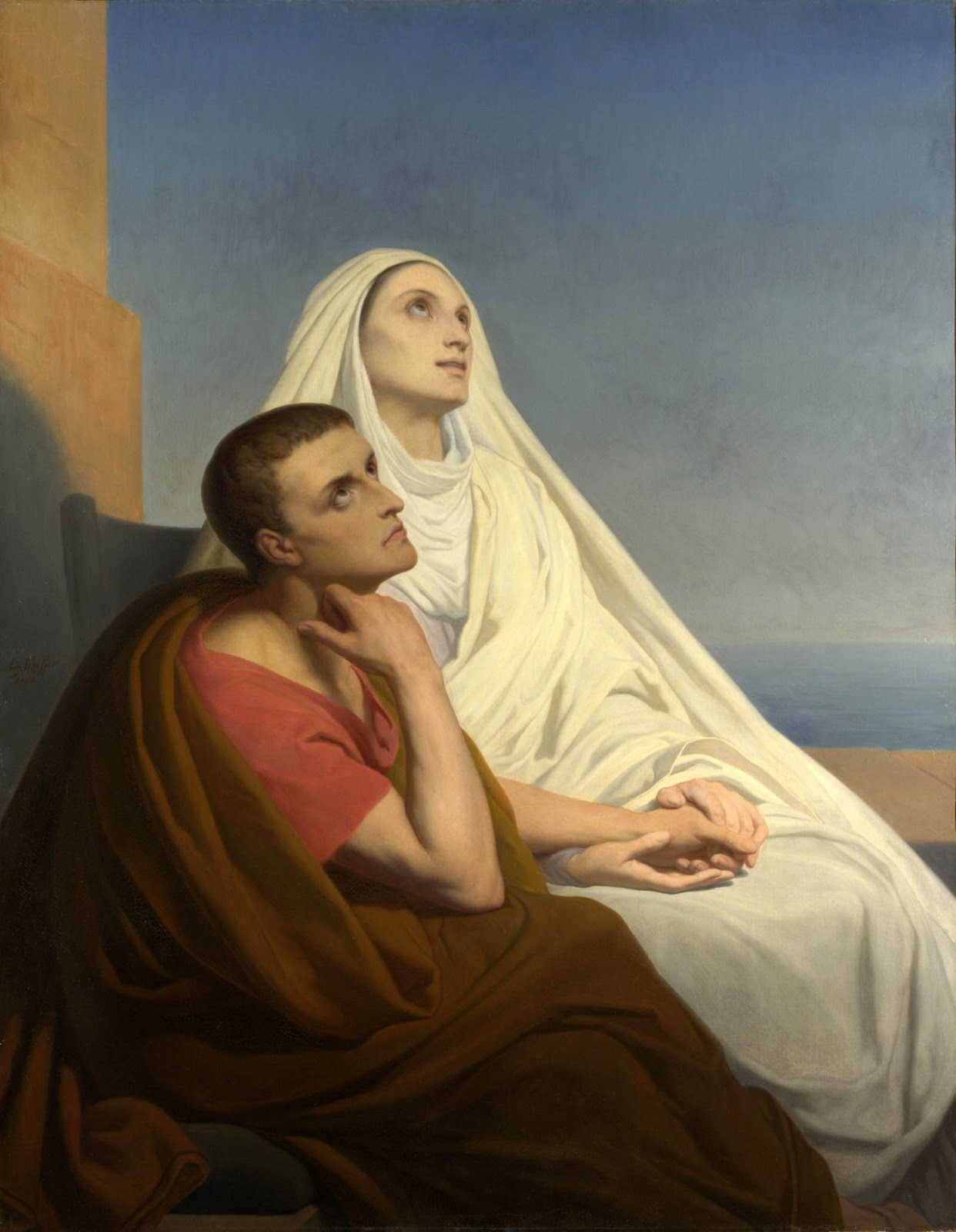
Augustinus en Monica (1846), Ary Scheffer, National Gallery
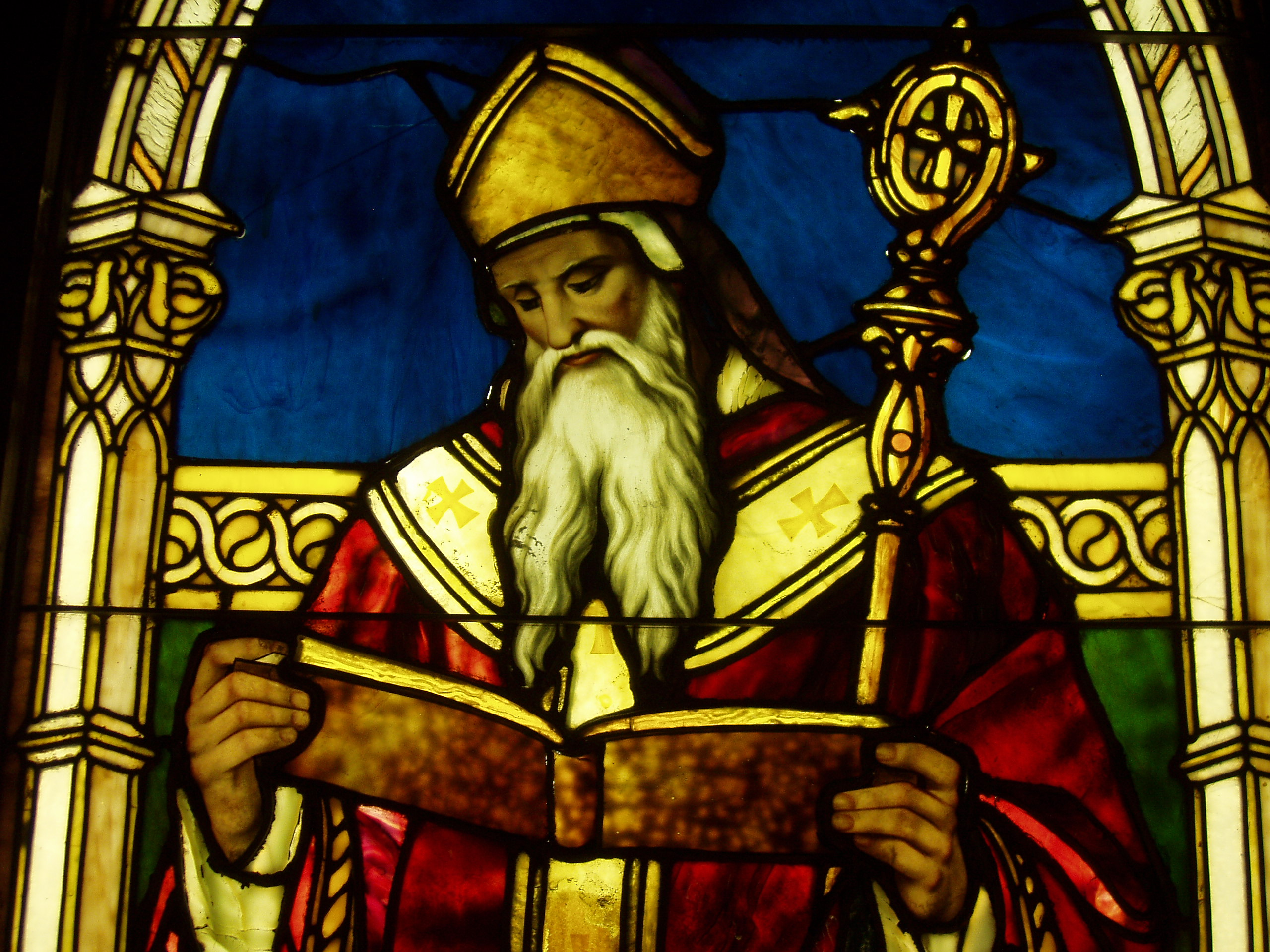
Augustinus Louis Comfort Tiffany, Lightner Museum, St. Augustine (Florida)

### Primair
- (la) ongeveer 15 gescande werken van Augustinus (in Latijn). The University of Toronto (gearchiveerd)
- (en) links naar Engelse vertalingen van ongeveer 35 geschriften van Augustinus

### Secundair
- Augustinus' opvattingen over vrijheid (gearchiveerd)
- Augustinus van Hippo - Theoloog en kerkvader, Historiek.net
- (en) biografie Augustinus, ccel.org
- (en) St. Augustine: Between Two Worlds, mrrena.com (gearchiveerd)
- (en) The Christian Witness in the Earthly City (Augustinus en 'andere katholieken'), University of St. Thomas (gearchiveerd)
- (en) Amerikaanse website van Augustinus-kenner prof. dr. James O'Donnell
- (de) Duitse website met enorme databank (gearchiveerd)

Zie ook: Oosterse filosofie · Antieke filosofie · Moderne filosofie · Postmoderne filosofie · Portaal filosofie
Albertus de Grote · Alfonsus van Liguori · Ambrosius van Milaan · Anselmus van Canterbury · Antonius van Padua · Athanasius van Alexandrië · Augustinus van Hippo · Basilius de Grote · Beda Venerabilis · Bernardus van Clairvaux · Bonaventura van Bagnoregio · Catharina van Siena · Cyrillus van Alexandrië · Cyrillus van Jeruzalem · Efrem de Syriër · Franciscus van Sales · Gregorius de Grote · Gregorius van Narek · Gregorius van Nazianze · Hiëronymus van Stridon · Hilarius van Poitiers · Hildegard van Bingen · Ireneüs van Lyon · Isidorus van Sevilla · Johannes Chrysostomus · Johannes Damascenus · Johannes van het Kruis · Laurentius van Brindisi · Leo de Grote · Petrus Canisius · Petrus Chrysologus · Petrus Damiani · Robertus Bellarminus · Theresia van Ávila · Theresia van Lisieux · Thomas van Aquino
- Bibsys: 90579045
- Biblioteca Nacional de Chile: 000034484
- Biblioteca Nacional de España: XX978571
- Bibliothèque nationale de France: cb11889551s (data)
- Catàleg d'autoritats de noms i títols de Catalunya: 981058523158406706
- CiNii: DA00262357
- Gemeinsame Normdatei: 118505114
- International Standard Name Identifier: 0000 0001 2137 6443
- Library of Congress Control Number: n80126290
- Nationale Bibliotheek van Letland: 000027031
- MusicBrainz: af70e766-6f46-43c7-a23e-6266e3909f0d
- National Central Library: 010824853
- Bibliotheek van het Japanse parlement: 00431905
- Nationale Bibliotheek van Tsjechië: xx0003884
- Nationale bibliotheek van Australië: 35010207
- Nationale Bibliotheek van Israël: 987007258184305171
- Nationale Bibliotheek van Polen: a0000001012631
- Nationale en Universitaire bibliotheek Zagreb: 000100954
- Nederlandse Thesaurus van Auteursnamen: 068358903
- ORCID: 0000-0003-2685-9211
- Russische Staatsbibliotheek: 000078715
- Istituto Centrale per il Catalogo Unico: CFIV004595
- LIBRIS: 174788
- SNAC: w6ht2nmf
- Système universitaire de documentation: 027280896
- Semantic Scholar: 120789348
- Trove: 788753
- Union List of Artist Names: 500104317
- Virtual International Authority File: 66806872
- WorldCat: E39PBJmDhMY9wQ8PqWFFxJfDv3